# Lennart Jarstad
Erik Gösta Lennart Jarstad, född 15 juli 1911 i Gävle, död 16 april 1980 i Stocksund, var en svensk målare och konsthantverkare. 
Han var son till fältskären David Johansson och Anna Blomqvist och från 1934 gift med Marianne Ottander (1918–2005). Jarstad studerade först vid Bobergs fajansfabrik i Gävle och därefter vid Edvin Ollers målarskola i Stockholm 1931–1932 samt Konsthögskolan i Stockholm 1933–1939 och under studieresor till Danmark, Frankrike, Spanien och Portugal. Separat ställde han ut på Gävle museum 1943 och 1950, De ungas salong i Stockholm och i Sandviken. Han medverkade i samlingsutställningar med Gävleborgs konstförening och i Gävleborgsgruppens utställningar. Bland hans offentliga arbeten märks dekorativa målningar vid Helenelunds folkskola i Sollentuna, Svenska handelsbanken i Gävle och tingshuset Södra Roslags domsaga i Stockholm. Hans konst består av stilleben, porträtt, figurer, modeller och interiörer samt landskap med motiv från Ockelbo och Norrland. Han har även utformat släktgårdsdiplomet för Gävleborgs län. Jarstad är representerad vid Gävle museum och Sandvikens kommun. Han är begravd på Danderyds kyrkogård.